# Кастельфранко-Венето
Кастельфранко-Венето (італ. Castelfranco Veneto, вен. Casteło) — муніципалітет в Італії, у регіоні Венето, провінція Тревізо.
Кастельфранко-Венето розташоване на відстані близько 430 км на північ від Рима, 45 км на північний захід від Венеції, 25 км на захід від Тревізо.
Населення — 33 258 осіб (2014).
Щорічний фестиваль відбувається 27 квітня. Покровитель — San Liberale.

## Демографія
Населення за роками:

Станом на 1 січня 2023 року в муніципалітеті офіційно проживало 2806 іноземців з 80 країн, серед них 1078 громадян країн Євросоюзу та 102 громадяни України.

## Сусідні муніципалітети
- Кастелло-ді-Годего
- Лореджа
- Резана
- Рієзе-Піо-X
- Сан-Мартіно-ді-Лупарі
- Санта-Джустіна-ін-Колле
- Веделаго

## Відомі люди
Тут народився художник Джорджоне, астроном Гульєльмо Рігіні та інші.
- Тіна Ансельмі (1927—2016) — член італійського руху опору під час Другої світової війни, яка стала італійським політиком.